# Tjørneholm
Tjørneholm är en ö i Danmark. Den ligger i Region Själland, i den sydöstra delen av landet. Tjørneholm är täckt av gräs.